# Décret du 25 août 1792
Décret du 20 août 1792
Définition des conditions de rachats des droits casuels rachetables Décret du 17 juillet 1793
Abolition de toutes les redevances féodales
Par le décret du 25 août 1792, (nommé aussi décret des 25-28 août 1792),  l'Assemblée nationale a déterminé les conditions de rachats des droits féodaux considérés comme rachetables par le décret du 15 mars 1790. 

## Contexte

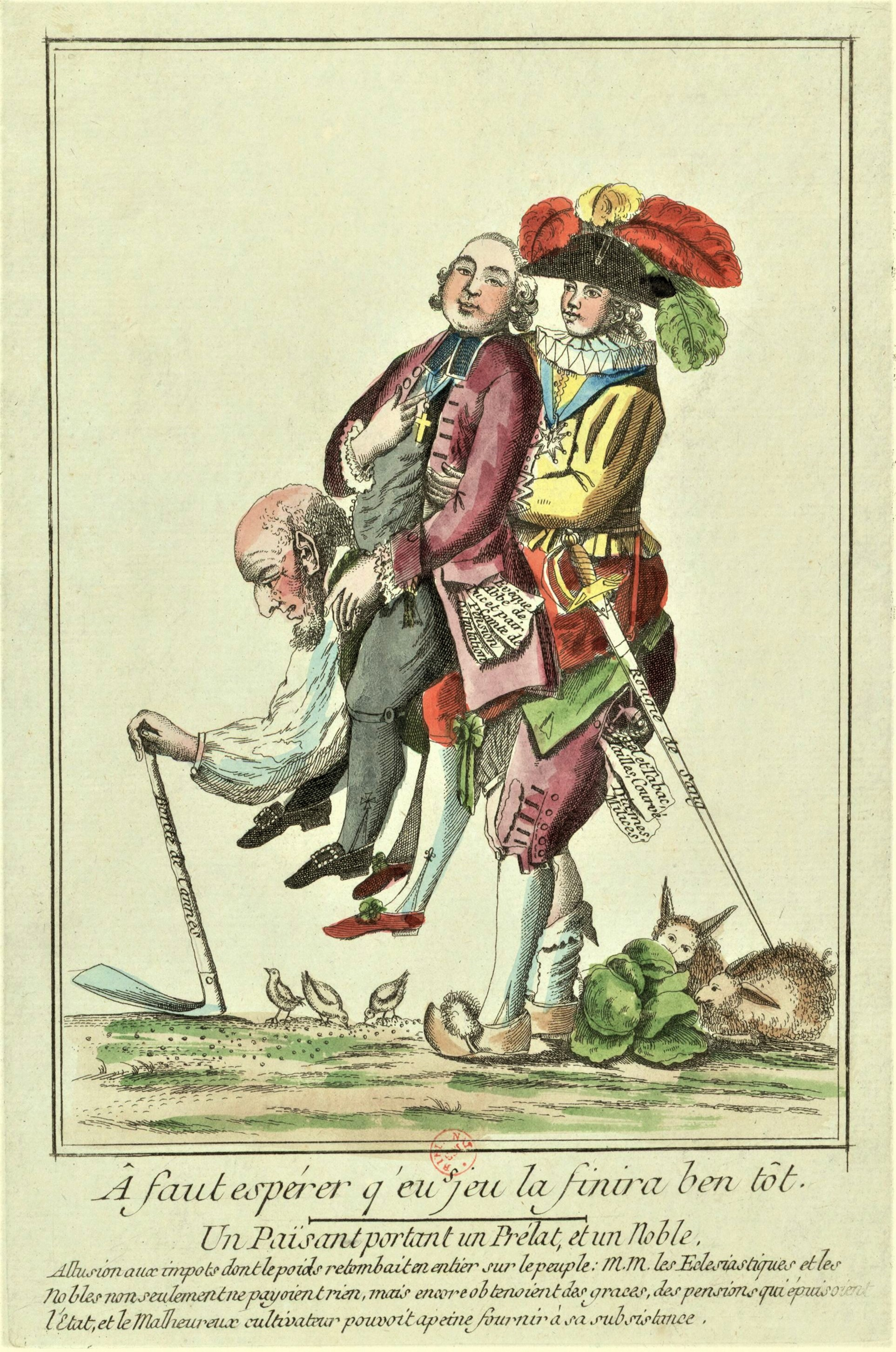
Eau-forte en couleur intitulée : « Â faut espérer q'eu s jeu la finira ben tôt »
Un païsan portant un Prélat et un Noble.
Allusion aux impôts dont le poids retombait en entier sur le peuple : M.M. les Eclésiastiques et les Nobles non seulement ne payoient rien, mais encore obtenoient des graces, des pensions qui épuisoient l'Etat et le Malheureux cultivateur pouvoit a peine fournir à sa subsistance.
Caricature anonyme, Paris, mai 1789

## Sources et références
1. 1 2  Jean-Baptiste Duvergier, Pasinomie: collection complète des lois, décrets, arrêtés et réglements généraux qui peuvent être invoqués en Belgique, Bruylant, 1834
2. ↑  Université Stanford, Archives numériques de la Révolution française » Archives Parlementaires » Tome 73 : Du 25 août au 11 septembre 1793 » Séance du samedi 7 septembre 1793 » Séance du dimanche 8 septembre 1793 » page 509, consulté le 18/11/2016